# Acto Institucional Número Nueve
El Acto Institucional Número Nueve o AI-9 es el noveno decreto de la dictadura militar brasileña surgida en 1964. Fue decretado el 25 de abril de 1969 por el Gobierno de Costa e Silva siguiendo la estela de los actos institucionales anteriores. El AI-9 estableció estrictas reglas para la aplicación de la reforma agraria, un término otrora revolucionario, pero cuya doctrina emanaba una visión profundamente conservadora.

## Contexto histórico
Con el marbete anos de chumbo ha sido llamado el período más represivo de la dictadura militar de Brasil. Se inició en 1968, con la publicación del decreto AI-5 el 13 de diciembre de aquel año, hasta el final del gobierno Médici, en marzo de 1974.
Electo por la Junta Militar que gobernaba el país, Médici tuvo la ventaja de asumir en mitad del llamado "milagro económico brasileño", un breve periodo en el que el PIB del país crecía con cifras de hasta dos dígitos. Así, buena parte de su mandato se caracterizó por la estabilidad económica, lo que ayudó al gobierno en su esfuerzo por imponer una dura represión. Algunos reservan la expresión "años de plomo", específicamente para el gobierno Médici. El periodo se destaca por el feroz combate entre la extrema-izquierda versus extrema-derecha, de un lado, y de otro, el aparato represivo policial-militar del Estado, eventualmente apoyado por organizaciones paramilitares y grandes corporaciones.

## Decreto
Este acto institucional daba al presidente poderes para delegar sus atribuciones en lo referente a expropiaciones de inmuebles rurales por causas de interés social, siéndole privativa la declaración de zonas prioritarias. 
Costa e Silva estableció también la indemnización con títulos de deuda pública reembolsables en 20 años, con corrección monetaria y que, en caso de disconformidad con el valor asignado, sería de aplicación el valor catastral de la propiedad.
Además, el decreto contemplaba nuevos ceses, previstos para el día 29 de abril de 1969. Esta vez fueron 219 profesores e investigadores universitarios los obligados a marchar a la jubilación o a dimitir de sus cargos. 
Fueron cesados 15 diputados, de la ARENA y del MDB, por haber manifestado dudas respecto a la constitucionalidad de los actos institucionales seguidos. También se suspendieron los derechos políticos del periodista Antônio Callado y hubo un cierre de emisoras de radio, el del canal Dentel.

## Constitución de 1969
En 17 de octubre fue promulgada por la junta militar la Enmienda Constitucional n.º 1, incorporando dispositivos del Acto Institucional n.º 5 a la constitución, estableciendo lo que quedó conocido como Constitución de 1969. El 25 de octubre, Médici y Rademaker fueron elegidos por el Congreso por 293 votos y 76 abstenciones, correspondientes a la bancada del MDB (Movimiento Democrático Brasileño). El nuevo presidente tomó posesión el día 30 de noviembre.